# Will Alsop
Will Alsop (12. prosince 1947 Northampton, Spojené království – 13. května 2018), vlastním jménem William Allen Alsop, byl britský architekt.
Základnou jeho realizací je především Londýn. Vybudoval si mezinárodní uznání a určitý stupeň slávy: říkalo se o něm, že je „číslo tři“ v hierarchii britských architektů hned po Rogersovi a Fosterovi.[zdroj⁠?!] Jeho architektonickými vzory byli Le Corbusier, Sir John Soane, Ludwig Mies van der Rohe a John Vanbrugh. Jeho avantgardní modernistické budovy jsou většinou známé a obdivované pro své jasné barvy i pro neobvyklé tvary a formy.[zdroj⁠?!]

## Dílo
- Peckham Library (2000)